# 복잡계 분석
복잡계 분석(Complex network analysis)은 뉴런 및 뉴런의 집단, 혹은 뇌의 특정 영역에서의 활동 변화를 시간에 따라 측정하고 분석하는 일을 말한다. 이와 같은 측정을 위해서 주로 다양한 뇌의 상태 변화를 EEG, MEG 혹은 뇌의 영상 이미징 (neuroimaging method) fMRI을 이용하여 파악하고, 분류해낸다. 복잡계 분석 시, 측정 대상은 뇌의 활동에 이상이 있는 환자들(예를 들어 알츠하이머 환자, ADHD환자 등)의 데이터, 혹은 어떠한 특정 작업을 수행할 때(예를 들어 mental calculation, 혹은 high cognition task)의 데이터, 그리고 동물 실험 데이터(주로 Rat을 이용한 실험 데이터)가 사용된다. 복잡계 분석은 이러한 데이터들의 선형적, 비선형적 분석을 통해, 뇌의 기능과 정보 전달에 대해 연구하고, 이를 설명할 수 있는 모델을 만들고, 마지막으로 이러한 뇌의 활동을 컴퓨터로 시뮬레이션하는 일을 가능하게 한다.